# Shaping, Heshan
Shaping (kinesiska: 沙坪) är ett stadsdelsdistrikt i sydöstra Kina. Det ligger i Heshan i staden Jiangmen i provinsen Guangdong, omkring 51 kilometer sydväst om provinshuvudstaden Guangzhou. Antalet invånare är 197 155. Befolkningen består av 97 095 kvinnor och 100 060 män. Barn under 15 år utgör 14,0 %, vuxna 15-64 år 79 %, och äldre över 65 år 6,0 %.